# Еспресо (таблоид)
Еспресо је интернет таблоид са садржајем на српском језику.

## Историјат
Adria Media Group из Београда основала је 2009. године информативни портал Еспресо који се свакодневно пуни вестима и чланцима. Према наводима издавача, циљна публика овог сајта су млади људи тзв "миленијалци" (до 35 година старости) што се огледа у њиховом блажем начину приступа темама.